# Aeneas (Schiff, 1910)
Die Aeneas (I) war ein 1910 in Dienst gestelltes Passagierschiff der britischen Reederei Blue Funnel Line, das Passagiere und Fracht von Großbritannien nach Australien beförderte. Am 4. Juli 1940 sank die Aeneas nach einem deutschen Luftangriff im Ärmelkanal vor der Küste von Devon. 19 Menschen starben.

## Das Schiff

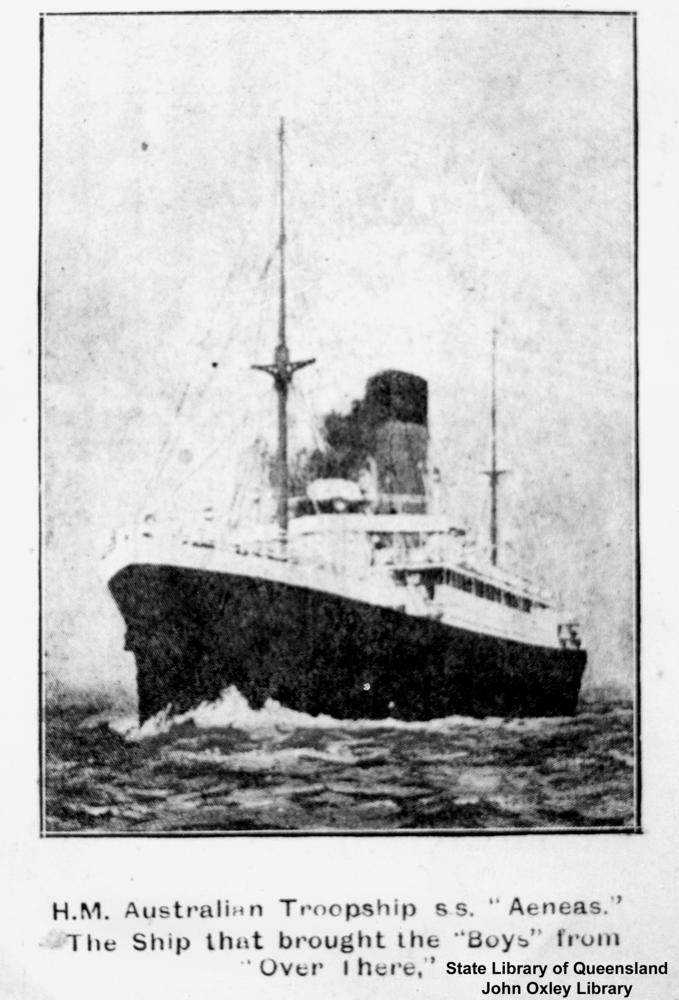
Zeitungsfoto

Das 10.049 BRT große Dampfschiff Aeneas und die beiden baugleichen Schwesterschiffe Ascanius (II) (10.048 BRT) und Anchises (III) (10.046 BRT) waren die ersten Passagierschiffe der Blue Funnel Line. Sie wurden 1908 bei Workman, Clark & Company in Belfast für den Australiendienst der Reederei bestellt und verdrängten jeweils mehr als 10.000 Bruttoregistertonnen (BRT). Sie galten als Pioniere auf der Australienroute. Gemäß den Kriterien des Lloyd’s Register of Shipping waren die drei Dampfer Schiffe der Klasse A.
Das 150,3 Meter lange und 18,4 Meter breite Passagier- und Frachtschiff hatte einen Schornstein, zwei Masten und zwei Propeller und wurde von einer Dreifachexpansions-Dampfmaschine angetrieben, die 641 PS leistete und eine Geschwindigkeit von 14 Knoten ermöglichte. Die drei Schiffe waren jeweils zur Beförderung von 288 Passagieren in der Ersten Klasse ausgelegt. Die Aeneas lief am 23. August 1910 vom Stapel und wurde als erstes der drei Schiffe fertiggestellt. Am 18. November 1910 lief sie in Glasgow zu ihrer Jungfernfahrt über Liverpool, Fishguard, Las Palmas und Kapstadt nach Adelaide, Melbourne und Sydney aus. Die Abfahrten fanden in einem sechswöchigen Rhythmus statt und dauerten 39 Tage.
Nach Ausbruch des Ersten Weltkriegs 1914 wurde die Aeneas mit der Kennung A60 von der australischen Regierung als Truppentransporter eingesetzt. Am 5. Oktober 1915 legte sie mit der 10. Division in Ägypten nach Thessaloniki ab. Zwei Tage später kollidierte sie in einem schweren Sturm mit einem Minenabwehrfahrzeug. Am 10. Oktober traf sie nach einem Zwischenstopp auf Moudros in Thessaloniki ein. Im Mai 1918 lief sie bei Torcor Head an der Insel Rathlin auf Grund. Nach Kriegsende wurde sie der Reederei zurückgegeben und kehrte am 29. Mai 1920 mit Platz für 180 Passagiere der Ersten Klasse in den Australiendienst zurück. Ab 1924 wurde das Schiff in einem Joint Venture in Zusammenarbeit mit der White Star Line eingesetzt. Im darauffolgenden Jahre wurde sie auf die Fernost-Route gelegt und stieß zu den Schiffen der Sarpedon-Klasse.

## Versenkung
Am 2. Juli 1940 befand sich die Aeneas unter dem Kommando von Kapitän D. L. C. Evans als Teil des Konvois OA-1776 auf dem Weg von London nach Glasgow, als sie 21 Seemeilen südöstlich der Landzunge Start Point an der Küste der englischen Grafschaft Devon von deutschen Jagdbombern angegriffen wurde. Als größtes Schiff des Konvois wurde sie gezielt für einen Bombenangriff ausgewählt und zudem unter Maschinengewehrfeuer gesetzt.
Eine der Fliegerbomben zerstörte die Hauptdampfleitung und riss die Steuerbordseite des Schiffs auf. Die Bombe explodierte tief im Schiffsinneren und tötete 19 Maschinisten und Heizer. Kapitän Evans befahl das Verlassen des Schiffs, während die Aeneas Schlagseite annahm. Die Überlebenden wurden von der Worthington aufgenommen. Zwei Tage nach dem Angriff, am 4. Juli 1940, kenterte die Aeneas und ging unter.